# Petite Espagne
La Petite Espagne, initialement appelée Quartier des passages est un ancien quartier de la commune de Saint Denis en France métropolitaine et centre de l'immigration espagnole en France durant la première moitié du XXe siècle.

## Origine du nom
Officiellement, cette zone s'appelait Quartier des passages jusqu'à son occupation par des immigrés espagnols de la première moitié du XXe siècle. Ces nouveaux habitants décidèrent de l'appeler « La Petite Espagne » dans les années 1920. Cette dénomination non officielle est néanmoins la plus utilisée pour désigner cette ancienne zone géographique.
Le même processus de dénomination a eu lieu en d'autres pays comme aux États-Unis et plus spécialement à New-York, où on retrouve le quartier de Little Spain (Petite Espagne en anglais).

## Localisation
La Petite Espagne est une ancienne zone géographique de la commune de Saint-Denis délimitée par la rue du Cornillon au nord et la rue du Landy au sud, le canal Saint-Denis à l’est et l’avenue du Président-Wilson à l’ouest.

## Histoire
À la suite de l'essor industriel du XIXe siècle, la zone inter-communale de La Plaine - Saint Denis est prisée par les industriels du fait de son foncier peu cher et des réseaux ferroviaires permettant l'approvisionnement et l'expédition des productions.
Rapidement, le patronat qui gère directement l'immigration en France à cette époque décide de faire venir de la main-d'œuvre étrangère pour occuper des postes souvent mal payés.
Dès la fin du XIXe siècle, l'immigration espagnole débute avec quelques centaines d'individus. Le processus s'intensifie et ces familles nouvellement émigrées de leur pays se regroupent naturellement dans des mêmes lieux pour plusieurs raisons dont la facilité d'entraide pour des populations la plupart du temps non-francophones mais aussi la cooptation par laquelle on retrouve souvent des immigrés venant de même village ou de même zone géographique.
À ce titre, ces immigrés espagnols sont principalement originaires des régions d'Estrémadure et de Cantabrie.

## La vie dans le quartier

### Organisation géographique

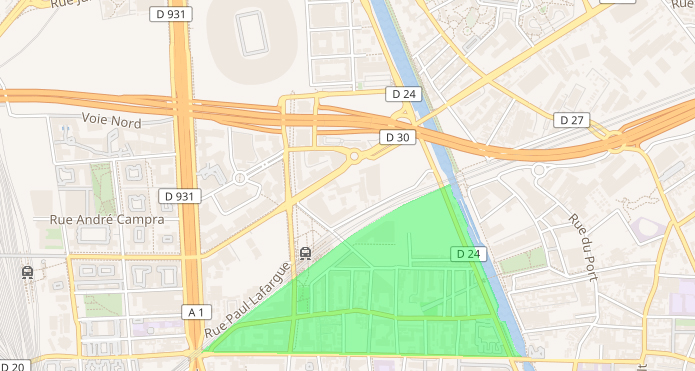
Ancien quartier de la Petite Espagne à Saint-Denis.

Le quartier de la Petite Espagne couvre une petite zone de 0,27 km².
Le centre de l'activité du quartier se situe sur la rue de la Justice, depuis renommée rue Cristino-Garcia.

### Condition de vie
Les conditions de vie dans ce quartier restent très précaires jusqu'en 1950. Avant, il n'y a ni eau courante, ni électricité, ni tout-à-l'égout. Les habitants y vivent dans des baraquements de fortunes, souvent en bois, parfois en parpaing.
Jusqu'à l'arrivée de l'eau courante, il n'existait que deux bornes-fontaines qui se trouvaient toutes deux à l'angle des rues du Landy et de la Justice.

### Lieu de culte
En 1913, une chapelle dédiée à Sainte-Thérèse-de-Jésus nommée Real Patronato Español de Santa Teresa de Jesùs est bâtie au 10 rue de la Justice, au centre du quartier. Elle est consacrée en 1923 et gérée par l’ordre des Claretains. Bien que financée par une riche parisienne d'origine espagnole, elle reste la propriété de l'Espagne, qui entend s'assurer de la foi et des orientations politiques de ces sujets émigrés, dans un contexte de bataille idéologique en Espagne entre républicanisme et monarchisme.
À la même période, une société catholique d'entraide entre immigrés espagnols est instituée : le Hogar (foyer en espagnol).

## Œuvres
Un court-métrage fut réalisé en 1959 par Édouard Luntz sur la vie dans la Petite Espagne : ...Enfants des courants d'air.